# Shuntaro Hida
Shuntaro Hida (Hiroshima, 1 de janeiro de 1917 – 20 de março de 2017) foi um médico japonês que testemunhou a explosão de uma bomba atômica em Hiroshima, em 6 de agosto de 1945. Como médico, tratou os sobreviventes e escreveu sobre os efeitos da radiação no corpo humano.
Morreu em 20 de março de 2017, aos 100 anos, de pneumonia.